# Hirakata
Hirakata (Japans: 枚方市, Hirakata-shi) is een stad in de prefectuur  Osaka, Japan. In 2013 telde de stad 405.688 inwoners. Hirakata maakt deel uit van de metropool Groot-Osaka.

## Geschiedenis
Vroeger was het gebruikelijk dat de stad met het paleis van de keizer automatisch de hoofdstad van Japan werd. Keizer Keitai woonde van 507-511 in Hirakata, waardoor de stad voor enkele jaren de hoofdstad was.
De stad werd op 1 augustus 1947 gesticht. Op 1 april 2001 verkreeg Hirakata het statuut van speciale stad.

## Geboren
- Mari Ozaki (1975), atlete
- Hikaru Nakamura (1987), schaker

## Partnersteden
- Shimanto, Japan sinds 1974
- Betsukai, Japan sinds 1987
- Takamatsu, Japan sinds 1987
- Changning, China sinds 1987
- Logan City, Australië sinds 1995

Steden:
Daito · Fujiidera · Habikino · Hannan · Higashiosaka · Hirakata · Ibaraki · Ikeda · Izumi · Izumiotsu · Izumisano · Kadoma · Kaizuka · Kashiwara · Katano · Kawachinagano · Kishiwada · Matsubara · Minoh · Moriguchi · Neyagawa · Osaka (hoofdstad) · Osakasayama · Sakai · Sennan · Settsu · Shijonawate · Suita · Takaishi · Takatsuki · Tondabayashi · Toyonaka · Yao

Districten:
Minamikawachi · Mishima · Senboku · Sennan · Toyono
Gemeenten per district
Akashi · Atsugi · Chigasaki · Fuji · Fukui · Hachinohe · Hirakata · Hiratsuka · Ibaraki · Ichinomiya · Isesaki · Joetsu · Kakogawa · Kasugai · Kasukabe · Kawaguchi · Kishiwada · Kofu · Koshigaya · Kumagaya · Kure · Matsue · Matsumoto · Mito · Nagaoka · Neyagawa · Numazu · Odawara · Ōta · Sasebo · Sōka · Suita · Takarazuka · Tokorozawa · Tottori · Tsukuba · Yamagata · Yamato · Yao · Yokkaichi